# Гран-Жас
Гран-Жас (фр. Cimetière du Grand Jas) — цвинтар та найбільший парк міста Канни. Цвинтар було відкрито у північно-західній частині міста 1 березня 1866 року. Відомий своєї ландшафтоною архітектурою зі скульптурами відомих митців, що робить цвинтар одним із найкрасивіших у Франції.

## Відомі особистості, поховані на цвинтарі
- Карл Петер Фаберже, відомий ювелір
- Проспер Меріме, видатний французький письменник
- Хохлова Ольга Степанівна, перша дружина Пабло Пікассо
- Жак Моно, лауреат Нобелевської премії з фізіології та медицини
- Лілі Понс, французька оперна співачка